# Missionarie catechiste dei poveri
Le Missionarie Catechiste dei Poveri (in spagnolo Misioneras Catequistas de los Pobres) sono un istituto religioso femminile di diritto pontificio: le suore di questa congregazione pospongono al loro nome la sigla M.C.P.

## Storia
La congregazione sorse in Messico al tempo della presidenza di Plutarco Elías Calles, in un contesto di forte spinta secolarizzatrice, e venne fondata il 29 gennaio 1926 a Monterrey dall'arcivescovo José Juan de Jésus Herrera y Piña (1865-1927) assieme a due religiose delle Figlie di Maria Ausiliatrice: essendo fortemente limitata la possibilità dei sacerdoti di svolgere il loro apostolato, il presule pensò di sostituire loro delle suore nell'opera di evangelizzazione.
L'istituto ottenne il riconoscimento di congregazione di diritto diocesano il 19 maggio 1951 e ricevette il pontificio decreto di lode il 22 ottobre 1964.

## Attività e diffusione
Le Missionarie Catechiste dei Poveri si dedicano all'evangelizzazione degli uomini, soprattutto dei più poveri e abbandonati.
Sono presenti in Messico, Ecuador e Stati Uniti d'America: la sede generalizia è a San Pedro Garza García (Nuevo León).
Al 31 dicembre 2005, la congregazione contava 169 religiose in 25 case.